# TCM Movies (Regatul Unit și Irlanda)
TCM Movies (fost Turner Classic Movies) era un canal britanic de televiziune cu abonament, care difuzează filme clasice din portofoliile Turner Entertainment, Warner Bros., MGM, United Artists și RKO Pictures.

## Istorie
Pe 17 septembrie 1993, Cartoon Network și TNT a fost lansat ca un canal partajat pan-european. Cartoon Network Europa era un canal dedicat desenelor animate, în timp ce TNT dădea filme clasice și wrestling WCW. La 15 septembrie 1999, TNT Classic Movies s-a rebranduit în doua canale, TCM pentru Europa și cablul digital al Marii Britanii, și TNT UK (diferit de TNT-CM), pentru cablul și satelitul Marii Britanii.
La 1 iulie 2000, TNT UK a fost închis definitiv și înlocuit de TCM UK. Spre deosebire de alte versiunii mondiale și a versiunilor britanice, canalul a fost difuzat gratuit. În ianuarie 2004, pe platforma TV Sky, a devenit un canal pay-per-view.
În 2009, TCM a adoptat un nou logo și un nou look.
Pe 15 iulie 2019, canalul HD s-a închis pe Sky.
Turner Classic Movies a fost redenumit TCM Movies pe 1 august 2019.
Canalul s-a închis pe 7 iulie 2023, în timp ce unele filme pe care le-a difuzat au fost transferate pe canalul său soră Quest.

## Seriale de televiziune difuzate
- Bandă de frați
- Lemn uscat (serial TV)
- Gunsmoke
- Băieți sălbatici
- Stâlpii Pământului
- Roma (serial TV)
- Păsările lui Thorn
- Iadul pe roți
- Ed Sullivan, clasicul Rock n'Roll
- Cel mai bun show al lui Ed Sullivan

## Turner Classic Movies 2
O ramură a postului este Turner Classic Movies 2, un spin-off al postului care a prezentat filme de succes din librăriile Turner Entertaiment, Metro-Goldwyn-Mayer și Warner Bros..
Acestea erau difuzate de la 20:00 la 04:00, iar în următoarea săptămână a inclus o nouă linie. Canalul a fost împărțit cu Cartoonito, un alt spin-off britanic. La 4 ianuarie 2012, a debutat blocul Adult Swim iar pentru început se difuza la ora 10:00 în fiecare miercuri și în aprilie 2012 a trecut la vineri.
Din cauzele proprietarului, TCM 2 s-a închis și înlocuit cu TCM +1 la 13 august 2013.

## Turner Classic Movies HD
O versiune HD a postului este TCM HD, lansat la 4 septembrie 2012.

## Turner Classic Movies +1
TCM +1 a fost lansat la 13 august 2013, înlocuind TCM 2.